# Niccolò Fabi

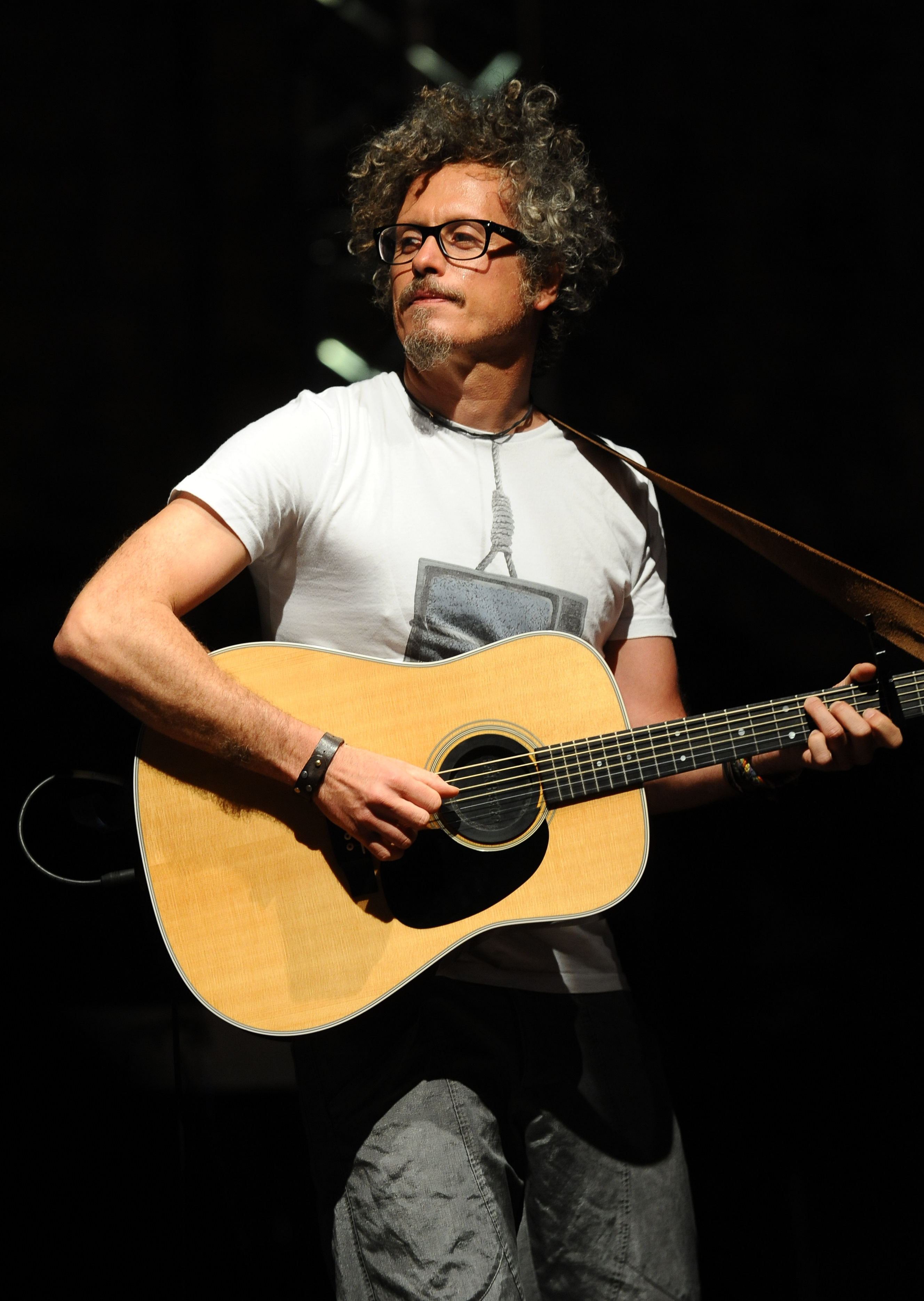
Niccolò Fabi (2012)

Niccolò Fabi (* 16. Mai 1968 in Rom) ist ein italienischer Cantautore.

## Karriere
Fabi wurde als Sohn des Musikers und Produzenten Claudio Fabi in Rom geboren und debütierte selbst 1996 mit Dica. Beim Sanremo-Festival 1997 ging er in der Newcomer-Kategorie mit Capelli ins Rennen und konnte sich den Kritikerpreis sichern. Daraufhin veröffentlichte er sein erstes Album Il giardiniere. 1998 kehrte er mit Lasciarsi un giorno a Roma nach Sanremo zurück, diesmal in der Hauptkategorie, und veröffentlichte das selbstbetitelte zweite Album, auf dem er mit Frankie Hi-NRG MC, Riccardo und Daniele Sinigallia, Cecilia Dazzi und Max Gazzè zusammenarbeitete. Das Duett mit Gazzè, Vento d’estate, wurde ein Radio-Hit.
Im Jahr 2000 brachte Fabi das dritte Album Sereno ad ovest heraus und spielte als Opening Act von Sting in Italien. 2003 erschien das vierte Album La cura del tempo. Nach Kollaborationen mit Lucio Dalla und Edoardo Bennato veröffentlichte der Musiker 2006 das Album Novo Mesto sowie, anlässlich der zehnjährigen Karriere, die erste Kompilation Dischi volanti 1996-2006. Als erstes Album bei Universal folgte 2009 Solo un uomo. 2010 musste Fabi die Tournee aufgrund des Todes seiner noch nicht zwei Jahre alten Tochter unterbrechen; dieser zu Ehren veranstaltete er später das Benefizkonzert Parole di Lulù, an dem u. a. Daniele Silvestri, Max Gazzè, Elisa, Fiorella Mannoia und Simone Cristicchi teilnahmen.
2011 schrieb Fabi für Serena Abrami das Lied Lontano da tutto, mit dem sie in der Newcomer-Kategorie des Sanremo-Festivals 2011 den vierten Platz erreichte. Außerdem schrieb er Nel primo sguardo für Laura Pausini. Für sein Lied Costruire wurde er 2012 mit dem Premio Lunezia ausgezeichnet, im Herbst des Jahres veröffentlichte er das nächste Album Ecco, das mit der Targa Tenco als Album des Jahres ausgezeichnet wurde. 2013 nahm er mit Daniele Silvestri und Max Gazzè an einer Reise in den Südsudan mit der Hilfsorganisation Medici con l’Africa CUAMM teil, woraus sich ein gemeinsames Musikprojekt entwickelte: 2014 erschien das gemeinsame Album La festa del padrone, das für alle drei Musiker das erste Nummer-eins-Album ihrer Karrieren wurde.
Nach einer langen Tournee mit Fabi Silvestri Gazzè meldete sich Fabi 2016 mit dem Soloalbum Una somma di piccole cose zurück, das ebenfalls die Chartspitze erreichen konnte. Anlässlich der zwanzigjährigen Karriere folgte 2017 die Kompilation Diventi inventi 1997-2017.

## Diskografie

### Studioalben
| Jahr | Titel Musiklabel                          | Höchstplatzierung, Gesamtwochen, AuszeichnungChartsChartplatzierungen (Jahr, Titel, Musiklabel, Platzierungen, Wochen, Auszeichnungen, Anmerkungen) | Anmerkungen                                                                          |
| Jahr | Titel Musiklabel                          | IT | Anmerkungen                                                                          |
| ---- | ----------------------------------------- | --- | ------------------------------------------------------------------------------------ |
| 1997 | Il giardiniere Virgin                     | IT19 (13 Wo.)IT |                                                                                      |
| 1998 | Niccolò Fabi Virgin                       | IT15 (18 Wo.)IT |                                                                                      |
| 2000 | Sereno ad ovest Virgin                    | IT22 (3 Wo.)IT |                                                                                      |
| 2003 | La cura del tempo Virgin                  | IT12 (21 Wo.)IT |                                                                                      |
| 2006 | Novo Mesto Virgin                         | IT11 (10 Wo.)IT |                                                                                      |
| 2009 | Solo un uomo Universal                    | IT22 (5 Wo.)IT |                                                                                      |
| 2012 | Ecco Universal                            | IT3 Gold · (12 Wo.)IT | Erstveröffentlichung: 9. Oktober 2012 Verkäufe: + 25.000                             |
| 2014 | Il padrone della festa Universal/Sony     | IT1 Platin · (50 Wo.)IT | Erstveröffentlichung: 16. September 2014 als Fabi Silvestri Gazzè Verkäufe: + 50.000 |
| 2016 | Una somma di piccole cose Universal       | IT1 Gold · (27 Wo.)IT | Erstveröffentlichung: 22. April 2016 Verkäufe: + 25.000                              |
| 2019 | Tradizione e tradimento Polydor/Universal | IT2 (11 Wo.)IT | Erstveröffentlichung: 11. Oktober 2019                                               |
| 2022 | Meno per meno                             | IT12 (4 Wo.)IT | Erstveröffentlichung: 2. Dezember 2022                                               |
| 2025 | Libertà negli Occhi                       | IT6 (… Wo.)IT | Erstveröffentlichung: 16. Mai 2025                                                   |

### Livealben
| Jahr | Titel Musiklabel                             | Höchstplatzierung, Gesamtwochen, AuszeichnungChartsChartplatzierungen (Jahr, Titel, Musiklabel, Platzierungen, Wochen, Auszeichnungen, Anmerkungen) | Anmerkungen                                                   |
| Jahr | Titel Musiklabel                             | IT | Anmerkungen                                                   |
| ---- | -------------------------------------------- | --- | ------------------------------------------------------------- |
| 2015 | Il padrone della festa – Live Universal/Sony | IT6 (21 Wo.)IT | Erstveröffentlichung: 28. April 2015 als Fabi Silvestri Gazzè |

### Kompilationen
| Jahr | Titel Musiklabel                    | Höchstplatzierung, Gesamtwochen, AuszeichnungChartsChartplatzierungen (Jahr, Titel, Musiklabel, Platzierungen, Wochen, Auszeichnungen, Anmerkungen) | Anmerkungen                            |
| Jahr | Titel Musiklabel                    | IT | Anmerkungen                            |
| ---- | ----------------------------------- | --- | -------------------------------------- |
| 2006 | Dischi volanti 1996-2006 Virgin     | IT18 (10 Wo.)IT | Erstveröffentlichung: 3. November 2006 |
| 2017 | Diventi inventi 1997-2017 Universal | IT3 (6 Wo.)IT | Erstveröffentlichung: 13. Oktober 2017 |

### Singles
| Jahr | Titel Album                               | Höchstplatzierung, Gesamtwochen, AuszeichnungChartsChartplatzierungen (Jahr, Titel, Album, Platzierungen, Wochen, Auszeichnungen, Anmerkungen) | Anmerkungen                                 |
| Jahr | Titel Album                               | IT | Anmerkungen                                 |
| ---- | ----------------------------------------- | --- | ------------------------------------------- |
| 2003 | È non è La cura del tempo                 | IT13 (9 Wo.)IT |                                             |
| 2010 | Parole parole Parole di Lulù (DVD)        | IT54 (1 Wo.)IT | feat. Mina                                  |
| 2012 | Una buona idea Ecco                       | IT40 (8 Wo.)IT |                                             |
| 2013 | Costruire Novo Mesto (2006)               | IT91 (1 Wo.)IT |                                             |
| 2014 | Life Is Sweet Il padrone della festa      | IT23 Gold · (14 Wo.)IT | als Fabi Silvestri Gazzè Verkäufe: + 15.000 |
| 2014 | L’amore non esiste Il padrone della festa | IT12 Gold · (18 Wo.)IT | als Fabi Silvestri Gazzè Verkäufe: + 15.000 |

Weitere Singles
- 1996 – Dica
- 1997 – Capelli
- 1997 – Il giardiniere
- 1997 – Rosso
- 1998 – Parlami sempre
- 1998 – Lasciarsi un giorno a Roma
- 1998 – Vento d’estate (IT: Gold [25.000+][2])
- 1998 – Il male minore
- 2000 – Se fossi Marco
- 2000 – Qualcosa di meglio
- 2003 – Il negozio di antiquariato
- 2003 – Offeso (mit Fiorella Mannoia)
- 2006 – Oriente
- 2006 – Evaporare
- 2006 – Milioni di giorni
- 2007 – Mi piace come sei
- 2009 – Solo un uomo
- 2009 – La mia fortuna
- 2009 – Aliante
- 2009 – Parole che fanno bene
- 2013 – Lontano da me
- 2013 – Indipendente
- 2016 – Ha perso la città
- 2017 – Il giardiniere 2017

### Videoalben
| Jahr | Titel          | Höchstplatzierung, Gesamtwochen, AuszeichnungChartsChartplatzierungen (Jahr, Titel, Platzierungen, Wochen, Auszeichnungen, Anmerkungen) | Anmerkungen |
| Jahr | Titel          | IT | Anmerkungen |
| ---- | -------------- | --- | ----------- |
| 2010 | Parole di Lulù | IT1 (17 Wo.)IT | Universal   |

## Belege
1. 1 2 3  Chartquellen (Alben):
  - Guido Racca & Chartitalia: Top 100 FIMI Album. Lulu, 2013, S. 107.
  - Alben von Niccolò Fabi. In: Italiancharts.com. Hung Medien, abgerufen am 2. April 2018.
2. 1 2 3 4 5 6  Auszeichnungen von Niccolò Fabi. FIMI, abgerufen am 11. Juni 2018.
3. ↑  Chartquellen (Singles):
  - Guido Racca & Chartitalia: Top 100 FIMI Singoli. Lulu, 2013, S. 91.
  - Archivio classifiche Top Singoli. FIMI, abgerufen am 2. April 2018 (italienisch).
4. ↑  Parole di Lulù, DVD. FIMI, abgerufen am 2. April 2018 (italienisch).

| Personendaten    | Personendaten            |
| ---------------- | ------------------------ |
| NAME             | Fabi, Niccolò            |
| KURZBESCHREIBUNG | italienischer Cantautore |
| GEBURTSDATUM     | 16. Mai 1968             |
| GEBURTSORT       | Rom                      |